# Tiliqua occipitalis
Espèce
Synonymes
- Cyclodus occipitalis Peters, 1863
- Cyclodus fasciatus Lütken, 1863

Tiliqua occipitalis est une espèce de sauriens de la famille des Scincidae.

## Répartition
Cette espèce est endémique d'Australie. On la trouve dans le sud, sud-ouest et centre de l'Australie.

## Description
Ce lézard atteint environ 45 cm. Il est crème à beige avec des bandes transversales couleur caramel à brun foncé, irrégulières sur le dos, ainsi qu'une ligne sombre derrière les yeux. Les pattes sont petites, la queue assez courte et plutôt épaisse. 
C'est un animal diurne qui chasse des invertébrés (insectes, araignées, escargots) et qui consomme également des végétaux.
Les femelles sont vivipares et donnent en général naissance à cinq petits.
En captivité ces animaux peuvent vivre près de 30 ans.

## Écologie
Cette espèce favorise les milieux arides sablonneux ou non. On la trouve typiquement dans les zones abritants des plantes de type Spinifex,  dans les fruticées et zones boisées arides. Elle fuit les zones humides.

## Publication originale
- Peters, 1863 : Eine Übersicht der von Hrn. Richard Schomburgk an das zoologische Museum eingesandten Amphibien, aus Buchsfelde bei Adelaide in Südaustralien. Monatsberichte der Königlich Preussischen Akademie der Wissenschaften zu Berlin, vol. 1863, p. 228-236 (texte intégral).